# AOC Barsac
Barsac es un vino con denominación de origen de la región vinícola de Burdeos, en Francia. El viñedo se encuentra situado en torno a la comuna de Barsac en el departamento de la Gironda sobre la orilla izquierda del río Garona a una treintena de kilómetros al sureste de Burdeos. La clasificación como denominación de origen se obtuvo por el decreto de 11 de septiembre de 1936. La producción media anual de esta denominación es de 11.800 hectolitros y la superficie declarada es de 539 hectáreas.
Se trata de una tierra arcilloso-calcárea de vides de uva blanca de tipo semillón (con el posible añadido de sauvignon y muscadelle) que producen un gran vino licoroso comparable al vecino Sauternes. Marida bien con el foie gras, queso roquefort, o simplemente con nueces y pan. Debe servirse fresco (8 °C), pero no helado.

## Crus classés
La AOC Barsac alberga 10 Crus Classés
| Primeros "crus" Château Coutet Château Climens Segundos "crus" Château Myrat Château Doisy-Dubroca Château Doisy Daëne Château Doisy-Védrines Château Broustet Château Nairac Château Caillou Château Suau |

## Las vendimias
Las vendimias comienzan tarde en la temporada y pueden llegar hasta después de Día de Todos Los Santos. Las uvas se recogen muy maduras, justo cuando alcanzan la famosa Podredumbre noble favorecida por las nieblas del Garona y del Ciron. La región de Barsac-Sauternes es una de las raras regiones del mundo que permita el desarrollo de esta putrefacción noble, gracias a la Botrytis, permitiendo así la elaboración de vinos naturalmente licorosos. Modifica la materia, químicamente, aromáticamente. La piel de las bayas se vuelve entonces violáceas y su pulpa se transforma en mermelada dorada.

## Medio ambiente
La presencia del Garona es constante en Barsac. En la confluencia con el Ciron se encuentra el puerto de Barsac. El Garona, que normalmente queda a más de dos kilómetros de la iglesia, es capaz de salir de su cauce e inundar prácticamente la mitad del territorio del municipio. Todo este territorio da un vino de Graves diferente, el vino del Palus tranformado por la tierra de aluvión allí depositada. 
Sobre la orilla derecha, el castillo del Cros domina Barsac y más lejos el bosque de las Landas. A cierta distancia, aguas arriba, surge entre los árboles el campanario de Sainte-Croix-du-Mont, otro famoso viñedo de vinos licorosos. Ya se anuncian las pendientes de Malagar, el castillo de François Mauriac, hacia Verdelais. Posteriormente, las laderas de Montprimblanc, Loupiac y Cadillac alinean admirablemente sus hileras de vid expuestas plenamente al sur.